# 하위지
하위지(河緯地, 1412년 ~ 1456년)는 조선 전기의 문신이며 조선 단종 때 사육신의 한 사람이다. 본관은 진주(晉州). 자(字)는 천장(天章)ᆞ중장(仲章), 호는 단계(丹溪), 적촌(赤村), 연풍(延風)이다.
과거에 급제하여 벼슬은 예조판서에 이르렀다. 세종 때의 학자로 최만리, 정창손 등과 함께 훈민정음 창제에 반대하였다. 단종이 숙부 수양대군의 측근들에 의해 강압을 받아 양위하자, 성삼문(成三問)· 박팽년(박팽년)· 이개(李塏) · 하위지(河緯地)· 유성원(柳誠源)· 유응부(兪應孚)
를 일컫는 말이다.  김질 등과 함께 세조 3부자를 타살하고 단종 복위를 거사했다가 회유 또는 실패를 예상한 성균관사예 김질의 밀고로 발각되어 처형당했다.
세조는 그의 재능을 아까워하여 친히 국문을 하면서도 여러번 그에게 회유를 권고하였으나 모두 사양하였다. 시호는 충렬(忠烈)이며, 박팽년가와 함께 후손이 전한다.

## 생애

### 생애 초기

#### 출생과 가계
하위지는 경상도 선산군 출신이다. 아버지는 군수를 지낸 하담(河澹)이고, 어머니는 유면(兪勉)의 딸이다. 증조부는 하윤(河胤), 할아버지는 문하평리(門下評理) 하지백(河之伯)이다. 본관은 진주(晉州)이며, 고려 후기에 사직을 지낸 사직공 하진의 13대 후손(사직공파)이다. 위로 형 하강지, 동생 하기지 등이 있었다. 하위지의 출생년도는 불확실하여 1387년생과 1412년 생이 있다.
전설에 의하면 그가 출생한 날로부터 3일 동안 그의 생가집 앞을 흐르던 시냇물이 붉게 물들었다 하며, 여기에서 자신의 아호를 따서 단계(丹溪)라 하였다 하며, 어려서부터 공부하기를 좋아하여, 남들이 얼굴을 모를 정도로 형 강지(綱地)와 함께 학문에 정진하였다고 전한다.

#### 과거 급제
1435년(세종 17) 생원시에 합격, 생원이 되고 1438년(세종 20) 식년문과(式年文科)에 장원 급제하여 집현전부수찬에 임명되었다. 바로 세종대왕의 특별 명령으로 성삼문, 김질, 신숙주, 김문기 등과 함께 사가독서(賜暇讀書)를 하기도 했다. 그 뒤 집현전 학자가 되었으며, 왕을 가까이에서 보좌하며 정치를 보살폈다.

### 관료 생활

#### 관료 생활
1440년 병으로 사직하자 세종이 특별히 약을 내려 고향에 가서 치료하게 하고, 또 경상도관찰사에게도 그를 구료하도록 특별 전지(傳旨)를 내렸다. 1444년(세종 26) 집현전 교리에 임명되어 《오례의주》(五禮儀註) 편찬에 참여했다.
1446년 전라도 나주 동복현감으로 있던 형 강지가 탐람죄를 범하여 탄핵을 받자 전라감옥에 수감되었다. 그러나 형 하강지는 병중이었고 스스로 인책사퇴로 관직을 사임하고 전라도로 내려가서 옥중에 있던 형 하강지의 병을 간호하였다.
1446년 세종이 훈민정음을 창제할 때 그는 최만리, 정창손 등과 함께 훈민정음 창제를 반대하는 입장에 섰다가 한때 세종의 진노를 사기도 했다.
그 뒤 집현전 학사가 되었다. 세종의 명으로 집현전에서 《역대병요》(歷代炳燿)의 편집을 착수했는데 당시 세종의 차남 수양대군이 당시 이를 총재하였다. 1448년 집현전교리로 복직된 뒤 이듬 해 춘추관의 사관(史官)으로 ≪고려사≫의 편찬, 개수 작업에 합류하였다.

#### 세종의 유지
세종은 평소에도 집현전 학사들에게 어린 손자 단종을 부탁한다고 거듭 지시하였는데, 1450년 장남 왕세자 향은 병약하여 일찍 죽을 것을 예감한 세종은 자신이 병으로 임종하게 되자 집현전의 학사들을 불러 어린 손자 홍위를 부탁한다는 유언을 남기고 죽었다. 하위지도 집현전의 다른 학사들과 함께 세종의 유언을 받들었다.
1450년(문종 즉위년) 문종 즉위 직후 사헌부장령에 임명되었다. 1451년(문종 1) 수양대군을 보좌하여 《진설》(陣說)의 교정과 《역대병요》(歷代兵要) 편찬에 참여하던 중 직집현전으로 승진했다. 문종이 승하하자 벼슬을 사퇴하고 고향으로 낙향하였다.

#### 수양대군과의 갈등
한편 세종때부터 간행한 《역대병요》가 1453년(단종 1) 봄에 이르러 간행되니 수양대군이 단종에게 청하여 편집에 공로가 많은 신하들에게 가자(加資)하게 되었다. 하위지는 당시 사헌부집의(執義)로 중직에 승진했으나 이를 굳이 사퇴하면서 임금의 나이가 어려서 나라가 위태로운데 왕족(수양대군을 가리킴)이 작상(爵賞)을 가지고 조신(朝臣)을 농락하면 안 된다고 규탄하였다. 이 일로 훈신들이 그를 처벌해야 한다고 비난했으나 수양대군과는 사적으로 친한 사이였으므로 수양대군은 그를 처벌하지 않았다.
1453년 그는 자신의 직책이 의리상 불가하다고 청해 집현전직제학에 전보되었다. 그러자 사직을 한 뒤 신병을 치료하기 위해 경상도 영산(靈山)의 온정(溫井)으로 내려갔다.

### 생애 후반

#### 계유정난 전후
1453년 음력 10월 수양대군이 김종서, 황보인 등을 죽이고 의정부영의정 겸 섭정에 오르자 하위지는 벼슬을 버리고 전사간(前司諫)의 자격으로 선산에 물러가 있었는데, 수양대군이 단종에게 청하여 좌사간(左司諫)으로 불렀으나 사퇴하고 나아가지 않았다. 1454년(단종 2) 집현전부제학으로 복직되자 대궐 옆에 있는 불당(佛堂)이 왕실에 이롭지 못함을 들어 이를 훼철할 것을 주장하였다.
동년 ≪세종실록≫을 편찬하는 데 겸임 춘추관편수관으로 참여했고, 경연청에서 경연시강관(侍講官)으로 왕에게 경사를 강론하였다. 부제학·예조참의 등을 역임하고 1455년(단종 3) 다시 직제학이 되었다가 예조참의가 되었다. 1455년 세조가 왕위를 빼앗아 즉위하고 예조참판으로 부르니 마지못해 취임했으나 녹을 먹는 것을 부끄러워하면서 녹을 받는 대로 별실에다 쌓아두기만 했다. 곧 이어 세자우부빈객(世子右副賓客)을 겸임하게 되었다. 그 뒤 예조판서로 다시 승진 제수되었다.

#### 세조의 강권정치 반대
세조는 즉위 직후 왕권강화의 일환으로 영의정, 좌의정, 우의정 등의 삼정승과 좌찬성, 우찬성이 육조판서들의 정무를 결재하는 의정부서사제에서 왕이 직접 육조판서들의 서류를 결재하고 정무를 주관하는 육조 직계제로의 개정을 추진하였다. 그러나 예조참판인 하위지가 이를 정면으로 반대하였다.
즉위 직후 세조는 하위지의 재주와 신념을 아껴 그에게 여러번 교서를 내려 부름을 받아 예조참판에 임명하였다. 그러나 그의 본 뜻은 진실로 단종을 위하는 일에 있었기 때문에 세조의 녹(祿)을 먹는 것을 부끄럽게 여겨 세조가 즉위한 해부터의 봉록은 따로 한 방에 쌓아 두고 먹지를 않았다 한다. 그러나 하위지는 세조의 강권정치에 맞서다가 왕의 노여움을 사서 추국의 명을 받기도 하였다.
세조는 즉위하자 왕권강화책으로 종전부터 시행하던 의정부 본래의 권한인 서사제(署事制)를 폐지시키고 육조가 관장사무를 의정부를 거치지 않고 직접 왕에게 상계하는 육조직계제(六曹直啓制)를 시행하여 의정부의 권한을 축소시켰다. 이러한 세조의 조처에 반대하고 고대 주나라 제도를 들어 의정부 서사제의 부활을 강력히 주장하였던 것이다.

#### 단종 복위 실패와 처형
그러나 1456년(세조 2) 성삼문(成三問)· 박팽년(朴彭年)· 이개(李塏) · 하위지(河緯地)· 유성원(柳誠源)· 유응부(兪應孚) 등과 단종의 복위를 꾀하다가 김질의 배반으로 붙잡혀 의금부에 끌려가 국문을 당한 후 함께 순절(殉節)했다. 이때 국문장에 나타난 세조는 하위지와 사적으로 친한 사이라 그에게 "잘못을 했다"는 말을 한다면 용서해 줄것이라고 하여 설득하였으나 그는 끝내 듣지 않고 거열형(車裂刑)에 처해졌다. 시신은 부인에 의해 수습되어 선산군 서쪽 고방산(古方山) 기슭에 안장되었으며, 1977년 서울 노량진 사육신묘에도 가묘가 조성되었다.

#### 사형 직전
사육신 중 박팽년과 함께 후손이 전한다. 사후 그의 아버지와 형제와 두 아들이 사형당하였으나 미성년자인 조카 셋이 살아남아 그 중 동생 하소지의 아들 하원이 양자가 되어 대를 이었다.
1456년 세조를 죽여 단종을 복위하려고 꾀한 사육신의 변이 일어나자 세조는 하위지의 재주를 아껴 몰래 그에게 모의한 사실을 고백하면 용서해 주겠다고 타일렀으나 그는 일소(一笑)에 부쳤다. 문초를 받을 때 그는 “이미 반역자로 정해져서 사형을 받게 된 바에야 새삼 물을 것이 무엇이 있는가?”라고 대답하여 세조도 노여움이 좀 풀려 하위지만이 낙형(烙刑)을 받지 않았다.
그는 국문을 받으면서 세조에게 이르기를 “……이미 나에게 반역의 죄명을 씌웠으니 그 죄는 마땅히 주살(誅殺)하면 될 텐데, 다시 무엇을 묻겠단 말이오.” 하였다. 세조는 국문장에서 그에게 자신의 편으로 올 것을 요청하였지만 하위지는 모두 거절하였다. 그는 국문과정에서 성삼문(成三問), 유응부 등이 당한 작형(灼形, 불에 달군 쇠로 죄인의 맨살에 지지는 형벌)은 당하지 않았으나, 사육신 등 여러 절신과 함께 거열형(車裂刑)을 당하였다.
그가 처형되자 선산에 있던 두 아들 호(琥)·박(珀)도 연좌되어 사형을 받게 되었다. 작은 아들 박은 어린 나이였으나 죽음을 두려워함이 없이 어머니에게 말하기를 “죽는 것은 어렵지 않습니다. 아버지도 이미 살해되었는데 제가 어찌 혼자 살아남겠습니까? 조명(朝命)이 없더라도 자결해야 마땅할 입장입니다.”라면서 노비로 끌려가게 된 누이동생더러 여자의 의리를 지켜 두 주인을 섬기지 말 것을 부탁한 다음 태연히 죽음을 받으니, 모두들 그 아버지에 부끄럽지 않은 아들이라 칭찬했다.
아들 하담과 하박은 처형당하였으나 16세 미만이었던 미성년자 조카 하포, 하귀동(동생 하소지의 아들), 하분(형 하강지의 아들)은 살아남았다. 하귀동은 뒤에 이름을 하원으로 개명하고 하위지의 양자가 되었다. 세조는 다른 사육신은 아들, 아버지, 형제, 조카들까지 처형하였으나 하위지 에게만은 예외를 두어 그의 어린 조카들인 하포, 하원은 사형에 처하지 않고 변방으로 유배를 보낸다. 하위지 가문은 손자 박일산이 살아남아 후손을 전하는 박팽년가문과 함께 직계후손이 전하는 가문이기도 하다.

### 사후
숙종 때 복권되어 증 이조판서에 추증되었다.
노량진의 민절서원(愍節書院), 강원도 영월의 창절사(彰節祠), 경북 선산의 월암서원(月巖書院), 충청남도 논산군 연산의 충곡서원, 경상북도 의성의 충렬사 등에 제향되었다.

## 가족 관계
두 동생은 일찍 병사하여 형 하강지만이 연좌로 처형당했으나, 특별히 수양대군과 친하게 지냈던 덕에 어린 조카 세 명은 무사하였다. 이는 성삼문의 조카들과 종손들이 처형당한 것과는 대조적이다. 후일 동생 하소지의 아들 귀동(龜同)이 하원으로 개명하고 양자가 되어 그의 제사를 받들었다.
연좌된 조카 세 명은 1468년 9월 6일 석방되었다.
- 아버지 : 하담(河澹, ? - ?)
  - 형 : 하강지(河綱地, ? - 1456년)
    - 조카 : 하분(河汾, 미성년자라 처형을 모면하였다.[7])

  - 동생 : 하기지(河紀地, ? - ?)[8]
    - 조카 : 하포(河浦, 미성년자라 처형을 모면하였다.[7])

  - 동생: 하소지(河紹地, ? - ?)
- 아내 : 귀금(貴今, 지병조사(知兵曹事) 권언(權躽)의 노비로 분배되었다.[9])
  - 딸 : 목금(木今, 지병조사(知兵曹事) 권언(權躽)의 노비가 되었다.[9])
  - 아들 : 하호(河琥, ? - 1456년)
  - 아들 : 하박(河珀, ? - 1456년)
  - 양자 : 하원(河源, 1451년 - 1518년)

## 평가
성미가 과묵하고 공손했으며, 항상 집현전에서 경연(經筵)에 왕을 모시면서 학문에 많은 도움을 주었다.
그는 품성이 강직해 대사간의 직분으로 권세에 굴하지 않고 직언을 서슴지 않았다. 문종 초기 왕이 병약하고 힘이 없자 권력을 농단하는 대신들의 월권행위와 실정, 부패행위 등을 적극적으로 공격, 비토하다가 대신들과 문종으로부터 반격을 받았으나 승지 정이한(鄭而漢)과 정창손(鄭昌孫) 등의 비호로 무사하기도 하였다.
뒤에 남효온(南孝溫)은 자신의 저서 ≪추강집≫(秋江集)의 〈육신전 六臣傳〉에서 하위지의 인품에 대해 다음과 같이 논평하였다. “그는 사람됨이 침착하고 조용했으며, 말이 적어 하는 말은 버릴 것이 없었다. 그리고 공손하고 예절이 밝아 대궐을 지날 때는 반드시 말에서 내렸고, 비가 와서 길바닥에 비록 물이 고였더라도 그 질펀한 길을 피하기 위해 금지된 길로 다니지 않았다. 또한, 세종이 양성한 인재가 문종 때에 이르러 한창 성했는데, 그 당시의 인물을 논할 때는 그를 높여 우두머리로 삼게 된다.”고 평하였다.

### 세조의 월권행위 비판
단종 즉위 초, 수양대군이 앞장서서 ≪역대병요≫와 병서(兵書)의 편찬에 참여했던 집현전학사의 품계를 승진시키려 하였다. 역대병요와 병서의 책임자가 수양대군이었기 때문이다. 그러나 그는 서적의 편찬 사업은 집현전 본래의 업무이므로 품계를 올려야 할 하등의 이유가 없음을 들어 단종에게 상소를 올려 자신의 품계를 올리는 것에 반대하였다. 또한, 이 일을 수양대군이 나서서 처리하는 데 대해서도 반대하였다.
즉, 관직을 내리고 상을 주는 것은 국가의 공기(公器)이므로 경솔히 시행할 수가 없고, 그리고 종신(宗臣)의 신분으로 사은(私恩)을 베풀려는 수양대군의 처사는 매우 부당하다는 것이다. 그는 자신의 직책이 의리상 불가하다고 청해 집현전직제학에 전보되었다.

## 하위지를 연기한 배우
- 파천무 - 이치우
- 한명회 - 박영목
- 왕과 비 - 차기환

## 기타
- 하위지가 자신의 두 조카 하원과 하포는 연좌되지 않은 것을 알고[6], 하원과 하포에게 유산을 상속하는 유산 상속 분재기가 현재 전한다.
- 함께 단종 복위 운동을 거사했던 성삼문은 집현전 학사로 훈민정음 창제에 참여하였다. 그러나 하위지는 훈민정음 창제에 반대하는 입장이었다.
- 하위지의 본관이 단계(丹溪)라는 주장이 있다. 현재 하위지의 조상이 진주에서 분파했음이 밝혀져 있다. 하위지의 호로 여겨지는 단계(丹溪)과 적촌(赤村)이 둘 다 현재의 경상남도 산청군 단성면을 가리키는 옛 지명인 데다가, 조선왕조실록[11] 등에서 하위지의 본향에 대해 박팽년(朴彭年)의 후손 박해철(朴海哲)이 하위지의 본향이 단계(丹溪)라고 주장했으며, 그 논거는 다음과 같다.
  - 성삼문(成三問), 이개(李塏), 하위지(河緯地), 유성원(柳誠源), 유응부(柳應孚) 등이 그 조상과 함께 화를 입었기에 함께 제사를 드리는데, 하위지의 지방(紙牓)과 축문의 격식은 다만 ‘단계(丹溪) 하선생(河先生)’이라고 본관만을 썼다.
  - 명나라에 사신으로 갈 때에 하위지 등 27명이 각각 관향(貫鄕)을 썼는데 하위지는 ‘단계’라고 하였다는 사실이 명나라의 《요해편(遼海編)》과 조선의 《황화집(皇華集)》에 실려 있다.

## 같이 보기
| - 사육신 - 생육신 - 계유정난 - 단종 복위 운동 - 세조 반정 - 춘추관 - 집현전 - 성균관 - 세종 - 문종 - 단종 - 수양대군 - 하연 - 성삼문 - 유응부 - 유성원 - 유자미 - 박팽년 - 이개 - 하원 - 성승 | - 동학사 - 삼중신 - 안평대군 - 금성대군 - 이보흠 - 성담년 - 성담수 - 남효온 - 김숙자 - 원호 - 이수형 - 정보 - 정여창 - 조려 - 김문기 - 김종서 - 김질 - 정창손 - 영풍군 - 혜빈 양씨 | - 훈민정음 - 민보흥 - 신숙주 - 권람 - 봉석주 - 이시애 - 이징옥 - 이시애의 난 - 이징옥의 난 - 황보인 - 최만리 |

## 참고 문헌
- 세종실록
- 문종실록
- 단종실록
- 추강집
- 대동야승
- 이 문서에는 다음커뮤니케이션(현 카카오)에서 GFDL 또는 CC-SA 라이선스로 배포한 글로벌 세계대백과사전의 "조선 왕조의 통치기구" 항목을 기초로 작성된 글이 포함되어 있습니다.